# Lusaka National Museum
Das Lusaka National Museum ist das größte nationale Museum in der sambischen Hauptstadt Lusaka. Es befindet sich im Zentrum der Metropole an der Independence Avenue in unmittelbarer Nähe der Freedom Statue.  Zu den Schwerpunkten des Museums gehören die Präsentation der frühen menschlichen Entwicklung und Besiedlung des heutigen Sambia, der britischen Kolonialzeit und Unabhängigkeitsbewegung sowie der gegenwärtigen kulturellen Praxis verschiedener sambischer Volksgruppen.

## Geschichte
Das Museum sollte zunächst hauptsächlich die politische Geschichte der noch jungen Nation Sambia im Zuge der Unabhängigkeit vom Vereinigten Königreich im Jahre 1964 abbilden. Dieser Fokus entsprach demjenigen vieler entstehender afrikanischer Museen zur damaligen Zeit. Mit Unterstützung durch die Volksrepublik China erfolgte der Baubeginn in den frühen 1980er-Jahren.
Zwischenzeitlich veränderte sich durch die de-facto Abwahl des langjährigen Präsidenten Kenneth Kaunda im Jahr 1991 die politische Landschaft Sambias und damit auch die ursprünglich angelegte Ausrichtung des Nationalmuseums. Die Aufsicht über die im Bau befindliche Einrichtung ging auf die nationale Museumsbehörde, das National Museums Board Zambia (NMB) über. Die Ausstellungsgestaltung wurde daher diversifiziert und sollte nun stärker einem kultur- und sozialgeschichtlichen Ansatz folgen. Im Anschluss an den 32. Jahrestag der Unabhängigkeit Sambias am 25. Oktober 1996 wurde das Museum nach langjähriger Bauzeit eröffnet.

## Ausstellung
Der Ausstellungsbereich erstreckt sich über das Erdgeschoss und das erste Obergeschoss des Gebäudes. In der oberen Etage wird die Stammesgeschichte des Menschen im Verlauf verschiedener Epochen von der Frühgeschichte bis zur Herausbildung des Homo sapiens im südlichen Afrika präsentiert.
Den geschichtlichen Querschnitt illustrieren etwa 200 archäologische Fundstücke sowie mehrere hundert historische Gebrauchsgegenstände. Beispielsweise ist die Verwendung des Feuers, die vermutlich auf dem Gebiet des heutigen Sambia zum ersten Mal stattfand, in die museale Darstellung eingebunden. Einen weiteren Bereich bildet die Dokumentation der Kulturpraxis verschiedener Ethnien der Region. Mit Hilfe plastischer Modelle werden Szenen aus dem ländlichen Raum, etwa Handwerks- und Landwirtschaftstechniken, sowie Kleidungsstile der sambischen Volksgruppen veranschaulicht. Das Lusaka National Museum verfügt über etwa 1500 ethnografische Exponate und Werke zeitgenössischer Handwerkskunst.
Die Illustration der politischen Geschichte konzentriert sich auf die Kolonialisierung durch die British South African Company (BSAC) unter Cecil Rhodes sowie die Durchsetzung der britischen Kolonialherrschaft im damaligen Nordwest- und Nordostrhodesien ab dem Jahr 1891 (Zusammenschluss als Nordrhodesien ab 1911). Daneben nimmt die Entwicklung Sambias nach 1964 eine bisher weniger bedeutende Rolle in der Ausstellungsgestaltung ein.
Zu den bedeutenden Inventarien des Museums gehört eine Replik des Schädels des „Broken Hill Man“, den Bergmänner im Jahr 1921 als einer der ersten hominiden Überreste in Afrika in der Nähe der heutigen Stadt Kabwe entdeckten. Der Fund datiert aus dem Pleistozän, sein Alter wird damit auf etwa 200.000 bis 300.000 Jahre geschätzt. Ob es sich bei dem Schädel um den einer als Homo rhodesiensis eigens klassifizierten Art von Mensch handelt, bleibt hierbei in der Forschung umstritten. Darüber hinaus beherbergt das Museum einige originale Gegenstände, die im Zuge der Unabhängigkeit Sambias einen besonderen Wert erhielten, darunter eine Taschenlampe oder Medaillen der ehemaligen Mitglieder von Befreiungsorganisationen.
Im Erdgeschoss werden neben wechselnden thematischen Ausstellungen auch Exponate herausragender sambischer Künstler der jüngeren Vergangenheit und Gegenwart präsentiert. Beispielsweise finden  Werke von Henry Tayali, dem international bekanntesten Maler, bildenden Künstler und Kunstdozenten des Landes hier ihren Platz. Auch Nachwuchskünstler erhalten regelmäßig eine Plattform zur Präsentation ihrer Arbeiten im Haus. Darüber hinaus bietet das Lusaka National Museum verschiedene Bildungsprogramme zur Vermittlung sambischen Kulturerbes und kultureller Praxis an. Eines dieser Programme widmet sich dem Wissenstransfer durch „Storytelling“ zu Traditionen und Bräuchen der verschiedenen Volksgruppen insbesondere an jüngere Generationen.

## Besucherinformation
Das Nationalmuseum ist für Besucher täglich (außer Weihnachten und Neujahr) von 9.00 bis 16.30 Uhr geöffnet und verfügt über ein Bistro im Foyerbereich.